# Pronóstico de venta
Un pronóstico de venta es la estimación o previsión de las ventas de un producto (bien o servicio) durante un determinado período futuro. La demanda de mercado para un producto es el volumen total susceptible de ser comprado por un determinado grupo de consumidores, en un área geográfica concreta, para un determinado período, en un entorno definido de marketing y bajo un específico programa de marketing.
Los pronósticos de ventas son indicadores de realidades económico-empresariales (básicamente la situación de la industria en el mercado y la participación de la empresa en ese mercado). El pronóstico determina qué puede venderse con base en la realidad, y el plan de ventas permite que esa realidad hipotética se materialice, guiando al resto de los planes operativos de la empresa. El objetivo principal de los pronósticos se transforma entonces en el de convertirse en la entrada para el resto de los planes operativos. El pronóstico de ventas es la proyección en el futuro de la demanda esperada dando un conjunto de restricciones ambientales. Muchas empresas confunden la función de pronósticos con la planeación. La definición de plan de ventas no incluye las actividades de hacer proyecciones de niveles de demanda y esa es una de las diferenciaciones más importantes a este respecto.
De este modo, el sistema de pronósticos se configura como un “sistema de aprendizaje”. Se pretende determinar los errores contenidos en pronósticos basados en los cambios ambientales que los generaron, para de ese modo mejorar su precisión en el futuro.

## Términos básicos del pronóstico
- Factor de mercado: es un objeto del mercado que 1) existe en el mercado, 2) es finito y medible y 3) se relaciona con la demanda de un bien o servicio. Por ejemplo la cantidad de restaurantes es un factor de mercado ya que se relaciona con la demanda de materia prima alimenticia, vajilla, etc.

- Potencial de ventas de un mercado: es la venta total de un mismo producto de todas las empresas que lo comercializan, en condiciones óptimas, durante un período determinado. Esto supone dos cosas: 1) los planes de marketing se diseñaron y ejecutaron a la perfección y 2) todos los miembros del mercado con deseos de comprar el producto y el dinero para hacerlo, lo hicieron.

- Participación de mercado: es la porción de mercado que abarcan las ventas totales de un producto en particular. Puede referirse a una empresa o varias, así como a un producto o varios.

- Previsión de ventas o Demanda de la empresa: es la estimación de ventas que hace una empresa para un período determinado, suponiendo que se aplique un determinado plan de marketing, una estrategia de mercado y otros elementos de negocios. Un pronóstico puede expresarse en unidades físicas o monetarias.

{\displaystyle Q_{i}=S_{i}Q\,}
Donde:
{\displaystyle Q_{i}\,} Demanda de la empresa i
{\displaystyle S_{i}\,} Cuota de mercado
{\displaystyle Q\,} Demanda total del mercado

## Medición del desempeño de un pronóstico de ventas
La intención de medir la precisión de los pronósticos – un valor relativamente objetivo - tiene una doble finalidad: la precisión de los pronósticos influye en diversos costos operativos y en la satisfacción del cliente. Del mismo modo, la propia aparición de una función de control de eficacia descubre el potencial que tienen los vendedores como agentes generadores de información – que retroalimenta al sistema de pronósticos - y, al mismo tiempo plantea la necesidad de que la buena administración de pronósticos sea recompensada (“lo que se mide se recompensa y lo que se recompensa se hace”).

Una de las derivaciones de la importancia de la precisión de los pronósticos está relacionada con su efecto en los denominados costos operativos, los cuales incluyen la generación y gestión del propio sistema de administración de pronósticos. Una forma de atenuar o minimizar esa gestión es examinar sólo los productos con respecto a los cuales no se ha alcanzado un grado de precisión aceptable, o trabajar sobre los productos que requieran niveles de servicio más elevados. Dentro del proceso de generación de los pronósticos, a existencia de un “campeón del pronóstico”, con el consiguiente costo que aquello genera, y las derivaciones de capacitación que trae aparejadas – para las diversas líneas funcionales -, son aspectos por considerar. Los que usan los pronósticos necesitan entrenamiento sobre cómo fueron elaborados, sus limitaciones y cómo deben ser aplicado a la planeación.
Entre los costos operativos derivados se pueden mencionar los de operación (producción logística), mercadotécnica (promociones, publicidad, cuotas de venta, desarrollo de producto, precio). Estos surgen, en el caso de las operaciones, por costos de inventario, por errores en el producto, cambios en los programas, envíos erróneos que aumentan costos de inventario, transporte, etc.
Entre los costos derivados para el caso de mercadotécnica estarían costos ineficaces en publicidad, desarrollo de nuevos productos sin demanda adecuada, precios que no maximizan la contribución, cuotas de venta inapropiadas. Es importante considerar cómo se pueden generar patrones extraños de pronósticos, que pueden estar provocados por incentivos inapropiados (un sistema de sanciones a los que superen la cuota de ventas, por ejemplo). Siempre es importante valorar los beneficios que puede traer el sistema de pronósticos. No siempre superan los costos del desarrollo de un sistema más complejo.
Un último aspecto a considerar en cuanto a la precisión de los pronósticos es su realización con la satisfacción e insatisfacción de los clientes. La medición de esta insatisfacción alcanza varias facetas:
- Diseñar y elaborar productos que los clientes quieren.
- No diseñar ni fabricar productos que si quieren.
- No tener los productos deseados por los clientes en los lugares y cantidades deseadas.

## Método de pronóstico de ventas

### Métodos cuantitativos
- Análisis de los factores de mercado: La demanda de un producto siempre se relaciona con el comportamiento de ciertos factores de mercado. Al ser esto cierto, podemos determinar una estimación de venta estudiando los factores relacionados con el producto.

- Método de derivación directa: se trata de un estudio de los factores relacionados con un producto y las consecuencias directas de su uso y compra, determinando aspectos como desecho, recambio, rotura, moda, etc.
- Análisis de correlación: mide la relación directa entre dos datos o factores de mercado, se puntúa de 0 (sin relación) a 1 (relación perfecta).
- Análisis de ventas históricas y la tendencia: Consiste en pronosticar teniendo en cuenta las ventas y demanda del pasado, considerando factores del momento. No necesariamente el pronóstico es positivo.

{\displaystyle {{\bar {Q}}_{(}t+1)}=\alpha Q_{t}+(1-{\alpha }){\bar {Q}}_{t}\,}
Donde: 
{\displaystyle {\bar {Q}}_{(}t+1)\,}, ventas previstas para el próximo período.
{\displaystyle \alpha \,}, constante alisadora comprendida entre 0 y 1
{\displaystyle Q_{t}\,}, ventas en el período t
{\displaystyle {\bar {Q}}_{t}\,}, ventas previstas para el período t.
- Pruebas de Mercados: Una empresa vende un producto determinado en una zona restringida a modo de piloto o experimento y mide sus resultados. Se proyectan las ventas y la demanda potencial.

#### Características de los pronósticos cuantitativos
- Los pronósticos casi siempre son incorrectos. Lo importante es centrarnos en el error esperado de cada pronóstico.
- Los pronósticos son más precisos para grupos o familias de artículos. Casi siempre es más fácil desarrollar un buen pronóstico para una línea de productos que para un producto individual, ya que los errores tienden a cancelarse entre sí a medida que se les agrupa.
- Los pronósticos no son sustituto de demanda calculada, Si se cuenta con información de la demanda real no tiene caso obtener pronósticos.
- Son tendencias proporcionadas sobre la base de históricos, con la finalidad de tener una certeza en el crecimiento a futuro de acuerdo a una metodología.

### Métodos cualitativos
Pronósticos generados a partir de información que no contiene una estructura analítica bien definida. Este tipo de pronósticos resulta bastante útil cuando no se cuenta con información histórica (por ejemplo un nuevo producto)
- Encuesta de las intenciones del comprador: Consiste en un relevamiento de opinión de deseos o expectativas sobre la compra de un producto. Esto incluirá ítems como precio esperado, calidad, packaging, etc. Su limitación está dada porque una cosa es la intención de compra y otra la compra misma.

- Participación de la fuerza de ventas: Consiste en pronosticar las ventas con las estimaciones de la fuerza de venta (vendedores, distribuidores, jefes de ventas, etc.). Este método puede generar pronósticos muy precisos si los vendedores son personas competentes ya que el vínculo directo con el mercado los hace personas claves y aptas para hacer dicho pronóstico. La limitante es que por lo general la fuerza de ventas no domina las herramientas estadísticas, métodos, etc.

- Juicio de los ejecutivos: al igual que el método anterior, puede ser acertado si los ejecutivos han sido competentes, pero por lo general se trata más de conjeturas. Una manera de reducir el margen de error es aplicar el método Delphi: Se toma un grupo de conocedores y de formas anónima opinan, luego se resumen las estimaciones y posteriormente se dan a conocer estas estimaciones a todo el grupo y se les pide que hagan una nueva predicción, esto puede repetirse varias veces. Este método evita que personas de poder influyan en otras o que se “acoplen” varias opiniones en torno a un solo juicio por el mero hecho de opinar como “el otro” o “no desentonar”.

- Juicio de consultores expertos:

Es un conjunto de opiniones que pueden brindar profesionales expertos en una industria o disciplina, relacionadas al proyecto que se está ejecutando.
Se realizan varias consultas, sobre lo cual es favorables para las investigaciones.
Este tipo de información puede ser obtenida dentro o fuera de la organización, en forma gratuita o por medio de una contratación, en asociaciones profesionales, cámaras de comercio, instituciones gubernamentales, universidades.
A lo largo del proyecto, el juicio de expertos se usa en:
- La integración del proyecto.
- El control integrado de cambios.
- El cierre administrativo y cierre de los contratos.
- Planificación y definición del alcance.
- La definición de las actividades del proyecto.
- Las estimaciones de actividades, recursos y costos.
- El análisis de riesgos.
- La planificación de compras y adquisiciones.

#### Características de los pronósticos cualitativos
- El pronóstico se basa en el juicio personal o en alguna información cualitativa externa
- El pronóstico es subjetivo. El mismo se sesga según la perspectiva optimista o pesimista que tengan las personas
- Permite obtener algunos resultados con bastante rapidez
- En ocasiones constituye el único método
- Se suelen utilizar para productos individuales, o familias de productos pero rara vez para mercados completos.